# 曼弗雷多·凡蒂将军纪念碑

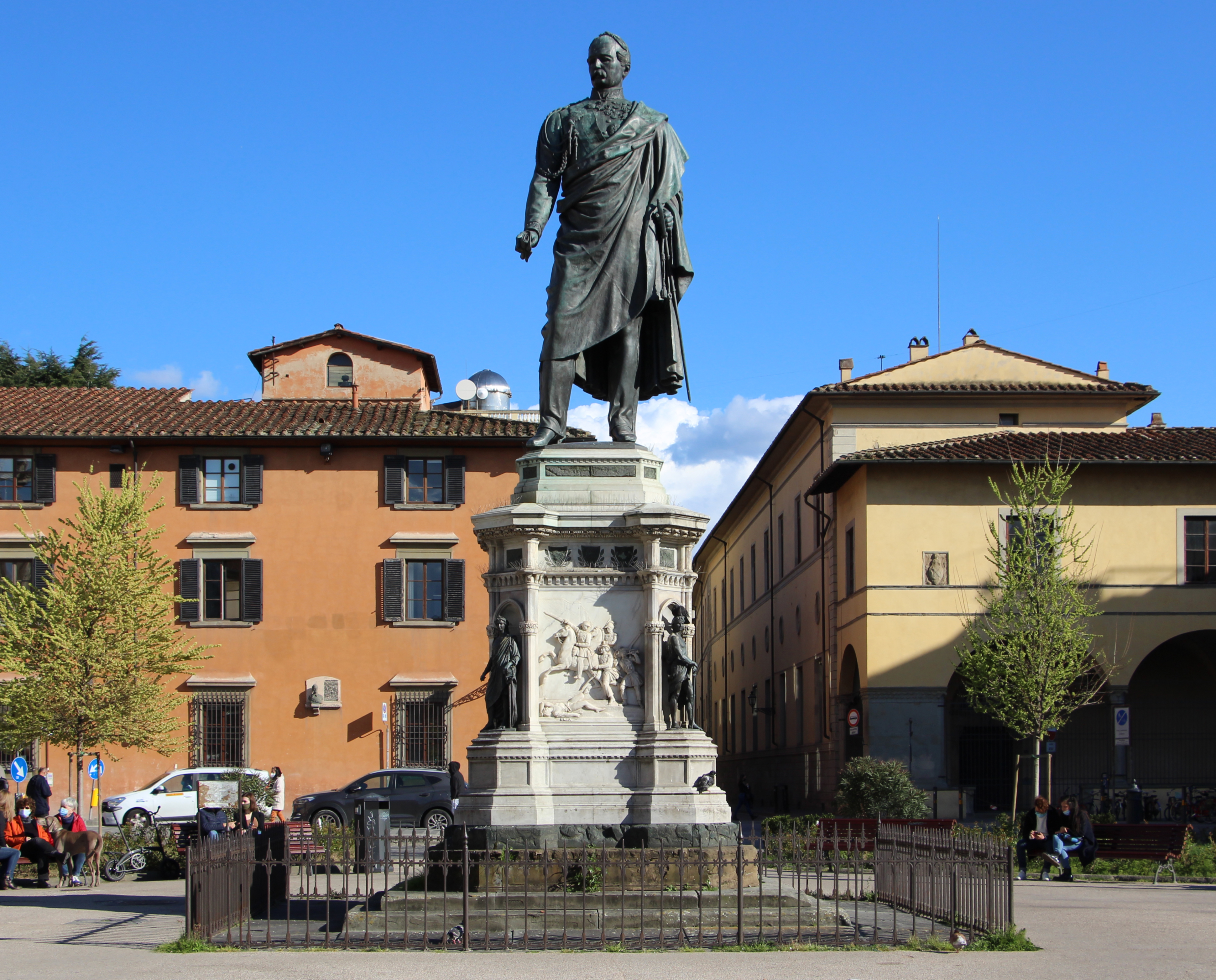
曼弗雷多·凡蒂将军纪念碑

曼弗雷多·凡蒂将军纪念碑（Monument to General Manfredo Fanti）是意大利佛罗伦萨的一尊户外雕塑，位于圣马尔谷广场，完成于1873年，用以纪念意大利统一运动领袖曼弗雷多·凡蒂将军（1806年至1865年）。
将军死后，市政当局聘请本地雕塑家Pio Fedi为其雕像。雕像立于广场上，皇家军事总部前。将军身穿斗篷，配着剑，几乎要走下底座。但是没有戴头盔，露出了秃顶。Pio Fedi的另一件杰作《强夺波吕克塞娜》（1865）位于佣兵凉廊。底座上有两个大理石浮雕。
大理石底座的题词： 
曼弗雷多·凡蒂出生于卡尔皮/ 于1806年2月25日，/ 因热爱自由，/ 在1831年流亡。/ 在西班牙学习/ 战争艺术/ 在意大利的战争中/任军队的将军/他的勇敢和理智加速了/ 祖国的独立和统一/ 于1865年4月5日死于佛罗伦萨。